# Імператорські провінції
Імператорські провінції — провінції в Римській імперії, намісники яких призначалися імператором. В основному ці провінції мали велике стратегічне та економічне значення. Поділ на імператорські і сенатські провінції було впроваджене імператором Августом після його приходу до влади і встановлення і Римі режиму принципату.

Імператорські провінції (зелений колір) на карті Римської імперії, 117 рік.

Такі провінції мали статус імператорських у 14 році (кінець правління Октавіана Августа):
- Аквітанія
- Белгіка
- Верхня Германія
- Галатія
- Далмація
- Єгипет
- Кілікія
- Корсика й Сардинія
- Котські Альпи
- Лугдунська Галлія
- Лузітанія
- Мезія
- Нижня Германія
- Норик
- Паннонія
- Пеннінські Альпи
- Приморські Альпи
- Реція
- Тарраконська Іспанія
- Сирія
- Фракія

Пізніше, із новими завоюваннями, імператорськими стали ще 4 провінції (на початок II століття):
- Вірменія
- Ассирія
- Британія
- Дакія